# Storkyrkan
Sankt Nikolai Kyrka eller Storkyrkan er en kirke i Gamla Stan i Stockholm i Sverige. Storkyrkan blev første gang nævnt skriftligt i 1279. Da Stockholm blev et stift i 1942, blev Storkirken en bispekirke, ikke en domkirke. Det betød, at kirken i mange år efter 1942 blev administreret som en sognekirke, ikke som en domkirke. Kirken omtales som Storkirken, ikke som Stockholms Domkirke.

## Indretning og brug
Der er mange gudstjenester og koncerter i kirken. Interiøret indeholder unikke kunstgenstande; mest berømt er statuen af Skt. Jørgen og Dragen skåret i træ af Bernt Notke i 1489.

## Sognepræster siden 1943
Gennem flere hundrede år var sognepræsten (kyrkoherden) ved Storkyrkan leder af Stockholms Konsistorium. Fra 1622 til 1989 var titlen pastor primarius. Derefter blev titlen domprovst (domprost).
Pastor primarius:
- 1943 – 1958: Olle Nystedt
- 1959 – 1970: Åke Zetterberg
- 1970 – 1972: Åke Kastlund
- 1972 – 1979: Lars Carlzon (biskop 1979-1984)
- 1980 – 1985: Ludvig Jönsson
- 1986 – 1989: Gösta Wrede

Domprovster:
- 1990 – 1998: Caroline Krook (biskop 1998-2009)
- 1999 – 2001: Tony Guldbrandzén
- 2001 – 2003: Lennart Koskinen
- 2003 – 2006: Hakon Långström
- 2006 – nu: Åke Bonnier

## Menigheden
I 1989 blev Storkirkens menighed (Nicolai församling) slået sammen med Klara menighed (Sankta Clara församling) og Jakobs menighed (Sankt Jacobs församling). Den nye menighed hedder domkirkemenigheden (Stockholms domkyrkoförsamling).

## Kirkemøder
Sjælekoret blev opført i 1420'erne. Fra 1582 til 1834 holdt den svenske præstestand sine kirkemøder i Storkirkens sjælekor. Fra 1778 var Storkirkens pastor primarius (ligesom bisperne) født medlem (med stemmeret) af kirkemødet.
Som rigskonsistorium (consistorium regni) var kirkemødet den øverste domstol i kirkelige sager. Rigskonsistoriet dømte bl.a. i sager om ægteskaber, i sager om stridigheder mellem præsterne, i sager om stridigheder mellem præster og sognebørn og i sager om forfremmelser.
Frem til 1866 var kirkemødet præstestandens repræsentation i standsrigsdagen.

## Billedgalleri
- Orgelet
- Prædikestolen
- Alteret